# Ка д'Андреа (Кремона)
Ка д'Андреа (итал. Ca' d'Andrea) је насеље у Италији у округу Кремона, региону Ломбардија.
Према процени из 2011. у насељу је живело 216 становника. Насеље се налази на надморској висини од 34 м.

## Становништво
| 1936. | 1951. | 1961. | 1971. | 1981. | 1991. | 2001. | 2011. |
| ----- | ----- | ----- | ----- | ----- | ----- | ----- | ----- |
| 1.807 | 1.793 | 1.499 | 956   | 729   | 623   | 537   | 480   |